# Partizanskij rajon (Territorio del Litorale)
Il Partizanskij rajon (in russo Партиза́нский райо́н?) è un rajon (distretto) del Territorio del Litorale, nell'estremo oriente russo; il capoluogo è il villaggio (selo) di Vladimiro-Aleksandrovskoe.
Il rajon si estende nella parte meridionale del Territorio del Litorale, lungo la valle del fiume Partizanskaja, affacciandosi per un tratto sulla costa del golfo di Pietro il Grande. Il suo territorio confina con i circondari urbani delle città di Nachodka, Partizansk e Fokino.